# 豊島心桜
豊島 心桜（とよしま こころ、2003年9月25日 - ）は、日本のグラビアアイドル、女優。
新潟県五泉市出身。アービング所属。

## 経歴
2017年の中学2年時に母の友人に勧められ、女子中高生向けファッション雑誌『セブンティーン』（集英社）のオーディション「ミスセブンティーン2017」に応募し、ファイナリスト18人に残ったものの優勝は逃した後は普通に生活していたところ、同誌を見たアービングの関係者に実家へ来られてスカウトされ、2018年に所属して2019年の高校1年時に上京し、芸能活動と一人暮らしを始める。
2020年の高校2年時よりレギュラー出演した朝の情報番組『めざましテレビ』（フジテレビ）内コーナー「イマドキ」にて朝の顔として知られるようになり、それと並行して数々のドラマや広告に出演する。また、その最中の同年7月1日には新潟県五泉市観光大使を拝命しており、同月24日には同市市長の伊藤勝美から委嘱状を受け取っている。
2022年3月9日には、NTTドコモのYouTube動画『卒業生100万人の答辞』（監督：細田高広）にて主演を務め、再生回数が同年3月11日時点で110万回を超えた後、4月2日時点で1178万回を超えるなどの話題を呼ぶ。なお、この撮影に際して自身も幼少時からの「キャリアウーマンになりたい」との思いから、高校卒業前には予備校にも通ったうえで複数の文系私立大学の難関校を一般受験していたが、合格できなかった。
2022年11月には、新潟県南魚沼市を舞台としたローカルドラマ『炊飯道』（新潟県内民放4局リレー放送）にて、主人公の1人である下村光を演じる。
2022年12月21日には、防衛省・自衛隊の広報誌『MAMOR』2023年2月号の表紙と巻頭グラビアを、館山航空基地にて撮影された第21航空隊などの制服姿で飾る。
2023年11月6日には、男性向け週刊誌『週刊プレイボーイ』同年47・48合併号（集英社）にて初めて水着グラビアを披露すると、X（旧：Twitter）のフォロワー数が1週間で5千人近く増え、同日発売のデジタル写真集『メジャー感』（同社）は「週プレ グラジャパ！」のセールスランキングでウイークリー1位を記録した。同年11月27日には、『週刊プレイボーイ』同年50号にて2回目の撮影にして早くも表紙に起用され、それに伴ってグラビアアイドルとしても報じられるようになる。
2024年3月21日には、青年漫画雑誌『週刊ヤングジャンプ』同年16号（集英社）にて表紙と巻頭グラビアを初登場で飾る。
2024年4月1日には、「イマドキ」を昨年度限りで卒業したことを自身のXにて明かす。同年4月30日には、『週刊プレイボーイ』同年20・21合併号の表紙と巻頭グラビアを飾ったほか、そのアザーカットを収録したデジタル写真集『2023年のラスボス、2024年も降臨。〜prologue〜』（集英社）が発売された。
2024年5月4日（3日深夜）には、初のレギュラー出演となったテレビドラマ『君が獣になる前に』第5話（テレビ東京）にて、演じた千田ミヤコが男性に乱暴されるシーンが「体当たり演技」と称されて注目を集める。なお、撮影当初は相手役の配慮で優しめの演技にされたが、「原作や脚本からもここが勝負なので、優しめではリアリティーに欠けてしまうかも」との考えから、「本気で抵抗するところを見せたいので、もっと力を入れて欲しい」との注文を相手役に伝えたという。
2024年7月3日には、テレビドラマ『科捜研の女 season24』第1話（テレビ朝日）にて、無差別大量殺傷事件の疑惑をかけられる設備配管工の島木陽菜を演じる。
2024年8月5日には、『週刊プレイボーイ』同年34・35合併号の表紙と巻頭グラビアを飾ったほか、デジタル写真集『世界ランクのゴージャスボディ』（集英社）が発売された。
2024年9月18日には、同年10月9日（8日深夜）から放送開始予定のテレビドラマ『その着せ替え人形は恋をする』 (MBS) にて、美少女コスプレイヤーの乾紗寿叶の妹である乾心寿を演じることが発表された。
2025年7月18日 「となりのココロ」ファンクラブサイト開設

## 人物
- スリーサイズはB82-W62-H88[10]。かつては洋服を購入する際に胸が入らずあきらめるなど、巨乳がコンプレックスで知らず知らずのうちに隠そうと猫背になっていた[3]。また、SNSに写真を公開する際にはボディーラインが出る服を着ない、横向きのものは加工ツールで小さくするなど、胸を目立たなくなるよう逆加工していた[34]。かつては削ぎ落としたいとまで思い詰めており、これを活かせるグラビアの仕事をしていなかったら確実に要らないと思っていたという[34]。なお、巨乳については祖母や叔母に似たと自己分析している[14]。
- 高校時代より『週刊プレイボーイ』からグラビアのオファーがあったが、上記の理由で抵抗感や恐怖感を持っていたために断っており[10][注 11]、高校卒業後にオファーを受諾した[3][注 12]。母と祖母は最初のオファー時点で乗り気だった[36]うえ、2歳下の弟[注 13]の彼女も応援してくれており[38]、『メジャー感』を購入したことを弟経由で連絡してきたという[10]。なお、祖母はグラビア開始以前に（ドラマやバラエティなどの）出演作品をすべてチェックしており、厳しいアドバイスもくれていたという[39]。また、同デジタル写真集の表紙は『君が獣になる前に』のプロデューサーの目に止まり、それを見せてもらった監督も快諾した結果、千田ミヤコ役への起用につながったという[30]。
- 高校2年時に校則で禁じられていなかったからとUber Eatsを呼んで学校に激怒された結果、3年時の生徒手帳には「デリバリー禁止」が追記された[9][14]。また、水泳の授業については「朝から塩素の入った水で髪を濡らしたくない」との思いから体調不良と偽って一度も出なかった[9]ため、入学時に購入したスクール水着はタグ付きのままで実家に眠っている[36]。当時はオンライン授業ばかりになるなどのコロナ禍にあり、修学旅行については駄目になった海外の代わりである沖縄へ荷物を送ったが、生徒に新型コロナウイルス感染者が出たことから沖縄も駄目になり、1週間後に荷物が返ってきた[14]。さらには、大阪へ変更された時点で緊急事態宣言が出されたため、すべて中止になってしまったという[14]。
- スカウトされて仕事を始める前は社長かキャリアウーマンになりたいと思っていた[39]が、20歳になった後は心境に変化が生まれており、タレントとしてこのスタイルが活かせるかもしれないと思うようになったほか、グラビア撮影の際にスタッフからスタイルを褒めてもらった結果、やっても良かったとの旨を述べている[10]。初披露後の反響は凄く、もっと早くからグラビアを始めていれば良かったとの旨で後悔を滲ませている[3]。
- 『週刊プレイボーイ』2023年47・48合併号にてグラビアを初披露する際にビキニを着用したが、これは1歳半の時にキティちゃんのビキニを着用した時以来のことだった[10][36][注 14]。なお、初披露に際しての予習では頓知気さきなのグラビアを良いと思っていたところ、掲載号の表紙を彼女が担当していたため、思わずテンションが上がってしまったという[36]。また、通常の『週刊プレイボーイ』を見ておこうと思っていたが、増刊『週プレPREMIUM 2023上半期グラビア傑作選』に多数のグラビアアイドルが掲載されているのを見てこちらを先に買い、後から通常の『週刊プレイボーイ』や何冊もの写真集も買って予習したという[37]。
- 特技は幼稚園年中から中学3年末まで10年ほど続けたクラシックバレエ[2][40]。ただし、2019年7月時点で身体は固まって久しく、ストレッチ時に頑張れば開脚ができる程度との旨を明かしている[40]。
- 月に2回は猫カフェへ通うほどの猫好きである[注 15]が、上京後は猫アレルギーになってしまい[注 16]、猫と触れ合う際にはマスクを着用している[3][9]。
- 好物にラーメンや麻辣湯を挙げており、前者は週1回[39]、後者は週2回[3]食べている。一方、シイタケが苦手だったが20歳になった後は食べられるようになったという[38]。
- 「仕事を始めるきっかけとなった憧れの人」には横田真悠を挙げている[40]ほか、「私の運命を変えたとっておきのエンタメ作品」には中学生当時に見ていたテレビアニメ『ラブライブ!』を挙げている[41]。
- マネージャーはかつて小池栄子を担当していたことからも、豊島には「グラビアもおしゃべりもお芝居もできるようになりなさい」と指示しているという[30]。
- 本名でもある「豊島心桜」のうち名前の「心桜」は、祖父が好きだったドラマに「桜」の名を持つ人がいたことからその漢字を使いたく、「こころ」か「さくら」にしたいという願望を同時に叶えたものである[40]。
- ローマ字表記は “Cocoro Toyoshima”である。
- 酒については、飲み始めた当時はビールや梅酒のソーダ割りなら飲めるかなという程度だった[14]が、その後は担当編集者と飲みに行かせてもらった際に同じペースで飲んでも自身はまったく顔に出なくなったという[8]。ただ、酒よりもコーラの方が（20歳になる前と変わらず）好きであるという[38]。
- 2歳時に中山競馬場へ親戚のおじさんに連れて行ってもらったことをきっかけに、競馬好きとなった[42]。当時は遊具場にて遊んでいてレースは見ていなかったが、新聞と赤ペンを持って大騒ぎするおじさんのディープな姿に抵抗はなく自然と惹かれていき、馬券を買えるようになった後の2024年2月24日には同競馬場にて馬券師デビューを飾ったという[42]。
- ラーメンの食べ方に拘りがあり「麺は噛み切らず口に入れる」（咀嚼はする）

## 出演

### テレビドラマ
- マリーミー!（2020年10月4日 - 12月6日、朝日放送テレビ） - 林百果 役[41]
- セイレーンの懺悔（2020年10月18日 - 11月8日、WOWOW） - 織川鈴菜 役[41]
- 炊飯道（2022年11月13日 - 11月30日、新潟県内民放4局リレー放送[注 5]） - 主人公・下村光 役[18][19]
- ゲキカラドウ2 第5話（2023年5月5日、テレビ東京） - 上条彩名 役[43]
- 君が獣になる前に（2024年4月6日〈5日深夜〉 - 6月22日〈21日深夜〉、テレビ東京） - 千田ミヤコ / 千田美弥子 役[29][30]
- 科捜研の女 season24 第1話（2024年7月3日、テレビ朝日） - 島木陽菜 役[31]
- その着せ替え人形は恋をする（2024年10月9日〈8日深夜〉 - 12月11日〈10日深夜〉、MBS） - 乾心寿 役[33]

### テレビ番組
- スマイルスタジアムNST（2019年9月7日、NST新潟総合テレビ） - 初出演以降は不定期ゲスト出演[44]、2024年2月17日より「豊島心桜のにゃんだふる」コーナーを不定期にて担当[45]。
- Dreaming 今 夢に向かって（2020年1月1日、NST新潟総合テレビ）[46]
- めざましテレビ「イマドキ」（2020年4月 - 2024年3月、フジテレビ） - イマドキガール[41][27]
- 痛快TV スカッとジャパン（2021年1月25日、フジテレビ）[47]
- THE突破ファイル（2021年5月13日、日本テレビ）[48]
- 東京03 in UNDERDOGS（2021年7月4日[49]、7月11日[49]、10月3日[49]、12月12日[49]、2022年1月9日[50]、3月13日[50]、BSフジ） - カエデ 役
- キスマイ超BUSAIKU !?（2022年4月14日、4月21日、フジテレビ） - マイコ 役[51]
- ゴッドタン（2022年7月24日〈23日深夜〉[52]、2024年1月28日〈27日深夜〉[53]、テレビ東京）
- まるどりっ!UP「one-upグルメ」（2024年3月16日 - 、新潟テレビ21）[54][55]
- 潟ちゅーぶ（2024年6月8日、NST新潟総合テレビ） - バズタイムズコーナー JR東日本の訓練施設体験[56]
- スマイルこれダネッ！ 長野×新潟 推しラーメングランプリ（2024年11月8日、長野放送・NST新潟総合テレビ） - VTR出演[57][58]。
- 豊島心桜の若手社員さん質問です!（2024年11月19日、NST新潟総合テレビ）[59][60][61][62]

### ラジオ番組
- オレたちゴチャ・まぜっ!〜集まれヤンヤン〜（2025年4月20日 - 、MBSラジオ） - ヤンヤンガールズ17期生

### 映画
- 怪奇タクシー 風の夜道に気をつけろ！「二口女」（2022年8月5日、ギグリーボックス） - 片島幸子 役[63][64]
- エスパーX探偵社 〜さよならのさがしもの〜（2023年4月29日、イナズマ社） - 増田恵 役[65][66]

### 広告
- CoCoLo 新潟 - イメージキャラクター（2019年）
- リクルートPSFA（2019年）[9]
- リビングギャラリー（2019年 - 2024年）[67][68][69]
- 秋田書店『僕の心のヤバイやつ』実写PV（2019年、2020年） - 山田杏奈 役[70][71]
- 第28回全日本高等学校女子サッカー選手権大会 - イメージキャラクター（2020年）[72]
- Xperia 5 インフォマーシャル ソニーモバイル（2020年）
- 大丸松坂屋ウエディングカタログ（2020年）
- Japan Kimono System 振袖カタログ（2020年）
- 河合塾 大学受験科 入塾案内（2020年）[10]
- 日本橋丸上 振袖（2020年 - ）[73]
- 塵芥センター（2020年 - ）
- NHK テキスト 2020 Super busy Schoolgirl（2020年）[74]
- 日本政策金融公庫「国の教育ローン」（2020年 - ）[10]
- アークベルセレモニー（2020年 - 2023年）[75][76]
- ブルボン「ひとくちルマンド」（2020年）[77]
- 第49回衆議院議員総選挙 新潟県選挙管理委員会 - 啓発キャラクター（2021年）[78]
- 卒業生100万人の答辞（2022年3月9日 - 、NTTドコモ）[15][16]

### Webドラマ
- サラリーマン山崎シゲル（2025年7月1日 - 、FOD SHORT）[79]

### Webグラビア
- Daily logirl (#29)[80]

### ランウェイ
- 超十代 ‐ULTRA TEENS FES-（2021年3月30日、豊洲PIT）[81]

### その他
- 新潟県五泉市観光大使（2020年7月1日 - ）[1]
- 令和4年版 新潟県警察 PR用カレンダー（2022年）[12]

## 書籍

### 写真集
- 心桜ばかり（2025年3月19日、集英社、撮影：前康輔）ISBN 978-4087901870[82]

### デジタル写真集
- メジャー感（2023年11月6日、集英社［週プレ PHOTO BOOK］、撮影：前康輔）[83]
- ココロ カラダ――（2024年3月21日、集英社［YJ PHOTO BOOK］、撮影：細居幸次郎）[84]
- 2023年のラスボス、2024年も降臨。〜prologue〜（2024年4月30日、集英社［週プレ PHOTO BOOK］、撮影：アンディ・チャオ）[85]
- 愛でる（2024年6月6日、集英社［YJ PHOTO BOOK］、撮影：細居幸次郎）[86]
- 世界ランクのゴージャスボディ（2024年8月5日、集英社［週プレ PHOTO BOOK］、撮影：熊谷貫）[87]
- そのまんま、心桜。（2024年11月18日、集英社［週プレ PHOTO BOOK］、撮影：熊谷貫）[88]
- 華・満・寛・進（2025年2月6日、集英社［YJ PHOTO BOOK］、撮影：細居幸次郎）[89]